# Ерик Франк Ръсел
Ерик Франк Ръсел е британски писател, известен със своите научнофантастични разкази и романи. Публикувал е и под псевдонима Дънкан Мънро.
Голяма част от произведенията му са отпечатани в американското списание на Джон Кембъл „Невероятна научна фантастика“.

## Биография
Ръсел е роден през 1905 г. в Сандхърст в Беркшир, където баща му е инструктор в Кралската военна академия. Ръсел става фен на научната фантастика през 1934 г., докато живее в Ливърпул, когато вижда писмо от читател от същия окръг Лесли Джонсън, отпечатано в „Невероятни истории“. Ръсел се среща с Джонсън, който го окуражава да започне писателска работа. Заедно двамата написват новелата „Търсача на утрото“, която е публикувана в „Невероятна научна фантастика“ през 1937 г.
Първият самостоятелен роман на Ръсел е „Зловещата бариера“, отпечатан през 1939 г. Вторият му роман е „Зловещия храм“. След като служи в Кралските военновъздушни сили по време на Втората световна война и работи известно време като инженер, той се отдава изцяло на писане. За разказа си „Аламагоса“ от 1955 г. печели награда „Хюго“.